# Новий Двур (гміна Домброва-Хелмінська)
Новий Двур (пол. Nowy Dwór, нім. Neuhof) — село в Польщі, у гміні Домброва-Хелмінська Бидґозького повіту Куявсько-Поморського воєводства.
Населення — 571 особа (2011).
У 1975-1998 роках село належало до Бидгощського воєводства.

## Демографія
Демографічна структура станом на 31 березня 2011 року:
|          | Загалом | Допрацездатний вік | Працездатний вік | Постпрацездатний вік |
| -------- | ------- | ------------------ | ---------------- | -------------------- |
| Чоловіки | 294     | 76                 | 197              | 21                   |
| Жінки    | 277     | 72                 | 161              | 44                   |
| Разом    | 571     | 148                | 358              | 65                   |